# 江雷
江雷（1965年3月—），男，江苏省镇江市人，生于吉林长春，中国无机化学家，中国科学院化学研究所研究员。

## 生平
1987年毕业于吉林大学物理系，1990年获该校化学系硕士学位，1992年至1994年日本东京大学中日联合培养博士，1994年回国后获吉林大学博士学位。曾任日本神奈川科学院研究员。现兼任北京航空航天大学化学与环境学院院长。
2009年当选中国科学院院士。2016年2月，当选美国国家工程院外籍院士。2023年当选欧洲科学院外籍院士。